# کشمکش
کشمکش اشاره به هنگامی دارد که میان باورها یا رفتارهای یکی یا چند تَن از اعضای دسته‌های افراد عدم توافق یا اصطکاک ایجاد می‌شود. اینکه این ناهماهنگی پذیرفته نشود یا نسبت به آن ایستادگی شود، کشمکش نام دارد. اگر کشمکش میان افراد یک دسته پدید آید به آن کشمکش درون-گروهی گفته می‌شود و اگر میان اعضای دسته‌های مختلف روی دهد به آن کشمکش میان افراد گفته می‌شود که ممکن است به خشونت نیز کشیده شود.

## تعریف
M.Ajit می‌گوید هیچ تعریفی از کشمکش وجود ندارد که همهٔ دانشگاه‌ها پذیرفته باشند. یکی از اختلاف‌ها بر سر این است که آیا کشمکش یک نوع رفتار است یا یک وضعیت است.
سه عنصر برای تعریف کشمکش آورده شده که در صورت وجود می‌گوییم کشمکشی روی داده:
- باید وجود مخالفت میان اعضا، شناسایی شده باشد و یک وضعیت بازی مجموع-صفر ایجاد شده باشد.
- باید باوری میان افراد باشد که دیگری خلاف آن را می‌خواهد یا رفتار می‌کند.
- این باور باید در رفتار افراد نمود پیدا کند و رفتار بیانگر آن باشد.
- کشمکش یک فرایند است که در اثر برهم‌کنش‌ها در گذشته، فراگیر شده‌است.

کشمکش می‌تواند میان افراد، سازمان‌ها و گروه‌ها باشد برای نمونه برهان، اعتصاب، رقابتهای ورزشی و جنگ‌ها.